# Holocentropus vetustus
Holocentropus vetustus is een fossiele soort schietmot uit de familie Polycentropodidae.